# SUISA
Die Schweizer SUISA, Genossenschaft der Urheber und Verleger von Musik vertritt die Nutzungsrechte aus dem Urheberrecht von Komponisten, Textdichtern und Verlegern von Musikwerken. Der Name ist die Abkürzung des französischen Suisse Auteurs.
Die SUISA entstand 1941 aus der 1924 gegründeten GEFA (Gesellschaft für Aufführungsrechte). Sie fusionierte 1980 mit der 1923 gegründeten Mechanlizenz (Schweizerische Gesellschaft für Mechanische Urheberrechte). Mittlerweile sind über 30'000 Komponisten, Textautoren und Musikverleger aus der Schweiz und aus Liechtenstein in der SUISA organisiert. Durch Verträge mit den ausländischen Partnern vertritt SUISA in der Schweiz rund zwei Millionen Musiker.

## Arbeitsbereiche
Das Unternehmen vertritt die Urheberrechte ihrer Mitglieder und sorgt dafür, dass diese für die Nutzung ihrer Werke angemessen entschädigt werden. Dabei kümmert sich die SUISA ausschliesslich um die sogenannten «kleinen Rechte», die unter anderem Musikwerke in Film und Fernsehen, nichttheatralische Musik und Konzertfassungen theatralischer Werke betreffen. Die Rechte an Opern und Musicals werden von der Partnerorganisation Société Suisse des Auteurs (SSA) wahrgenommen.
Jeder Komponist, Textautor oder Musikverleger kann Mitglied werden. Mit einem Wahrnehmungsvertrag wird die Organisation dazu ermächtigt, Werknutzungen zu lizenzieren und dafür im Namen des Urhebers Entgelte zu erheben.
Zur Wahrnehmung der Urheberrechte gehört auch die Vergütung für das private Kopieren von Musik, die seit 1993 auf Leerträgern erhoben wird. Dies umfasste bis zum 31. August 2007 Leerkassetten, CDs und DVDs.
Bereits am 24. Januar 2006 wurde eine Urheberrechtsvergütung auf digitalen Speichern in MP3-Playern und Harddisk-Recordern angekündigt, die ursprünglich auf den 1. März 2006 in Kraft treten sollte. Nach längeren Verzögerungen durch gerichtliche Auseinandersetzungen hat das Schweizer Bundesgericht dem Antrag der SUISA schliesslich stattgegeben und die Einführung der Gebühren auf den 1. September 2007 gutgeheissen. Die Tarife basieren auf periodisch erhobenen Nutzungsdaten, ihre Festlegung geschieht in Verhandlungen mit den Branchenverbänden (SWICO und DUN). In den aktuellen Tarifen sind Abzüge für das Kopieren nicht geschützter Musik und anderer Daten ebenso berücksichtigt wie ein Abzug für DRMS-geschützte Werke.
Die Verwaltungskosten belaufen sich auf 11,95 Prozent der Entgelte, im Bereich der Leerträgervergütung werden 10 Prozent abgezogen. Die SUISA unterliegt der Aufsicht des Instituts für Geistiges Eigentum.

## Kritik

### Allgemein
Da man als Mitglied seine Urheberrechte an die SUISA abtritt, müssen auch für die Aufführung eigener Werke SUISA-Gebühren entrichtet werden. So bezahlt ein Veranstalter für das Konzert einer Band SUISA-Entgelte, auch wenn sie ausschliesslich Eigenkompositionen spielt. Diese Gebühren werden dann nach Abzug der Verwaltungskosten der Band vergütet.
Zudem darf man als Mitglied seine eigenen Werke nicht mehr kostenlos im Internet anbieten (mit Ausnahme der eigenen Webpräsenz). Will man andere Plattformen nutzen, muss deren Betreiber bei der SUISA die Lizenz einholen und die Entschädigung entrichten.

### Aus Sicht der Konsumenten
Die SUISA-Pauschalabgaben werden gemäss den Tarifen GT4a–GT4d erhoben auf Speichermedien, die urheberrechtlich geschützte Werke abspeichern und wiedergeben können. Beispielsweise sind dies: CDs, DVDs, Microchips oder Festplatten in Audio- und audiovisuellen Aufnahmegeräten. Dies trifft auch für Medien zu, die ausschliesslich für das Kopieren von privatem Foto- und Filmmaterial verwendet werden. Mit hochauflösenden digitalen Fotokameras und HTDV-Kameras im privaten Consumermarkt sind die Speicheranforderungen an Festplatten für Zwischenspeicherung, DVDs und Blu-ray Discs für die Wiedergabe dieser ausschliesslich privaten Mediendaten stark angewachsen. Die von den Abgaben betroffenen Speichermedien stellen ein Produkt dar, das für zwei unterschiedliche Verwendungszwecke genutzt werden kann. Ob eine Speicherung von urheberrechtlich geschützten Werken erfolgt, wird erst nach dem Kauf durch den Käufer bestimmt (Dual Use). Die pauschale Überwälzung der SUISA-Gebühren auf die Medienträger erfolgt ungeachtet dieser finalen Verwendung. Weil vorab geschuldet, wird sie auch dann erhoben, wenn das erworbene Speichermedium ausschliesslich für die Speicherung von nicht urheberrechtlich geschützten Inhalten genutzt wird. Deshalb würden diese Abgaben je nach gegebenem Verwendungszweck eine haltlose Zwangsabgabe darstellen. Dabei würden besonders private Foto- und Filmdaten aufgrund von deren Speicherintensität ausserordentlich abgabenbelastet. Das betreffe aber auch Open-Source-Software, Geschäftsdaten und weitere private Daten. Dies führt oft zu Unmut von Konsumenten.

### Urheberrechtsvergütung auf MP3-Playern
Die auf den 1. September 2007 in der Schweiz neu eingeführte Urheberrechtsvergütung auf MP3-Playern und Harddisk-Recordern bescherte der SUISA viel Kritik, sei es seitens der Medien, der SWICO oder der schweizerischen Stiftung für Konsumentenschutz.
Die Urheberrechtsvergütung wurde zum Teil als fragwürdig kritisiert, da sie eine Mehrfachbelastung der Konsumenten darstelle, welche schon beim legalen Erwerb von Musik oder Filmen eine Urheberrechtsgebühr entrichten. Auch gelten für verschiedene Technologien wie Flash-Speicher oder Festplatten stark unterschiedliche Tarife. Durch die Kopplung des Abgabebetrags an die Grösse des Speichers und die rasche technologische Entwicklung kam es zu horrenden Gebühren. Mit einer Anpassung der Vergütungen für Flash-Speicher über 4 GB reagierte die SUISA am 14. April 2008 und senkte so die Vergütung auf bestimmte Geräte um bis zu 75 Prozent. Die Konsumentenschutzorganisationen begrüssten diesen Schritt, fordern aber eine Überprüfung aller Abgaben aufgrund aktueller Zahlen.
Das Unternehmen erhebt seit 1993 Entschädigungen auf Leerträgern, um die Urheber für das private Kopieren von Musik zu entschädigen. Während aber Tonbandkassetten und CDs zu einem Grossteil tatsächlich im Freundeskreis weitergegeben oder aus dem Freundeskreis bezogen wurden, sind die Kopien auf MP3-Playern für gewöhnlich immer noch für den eigenen Gebrauch bestimmt. So bezahlt man nun nicht nur die Audio-CD (oder den legalen Download aus dem Internet), sondern auch das Vorrecht, sich die Musik unterwegs anzuhören. Zudem wird nicht berücksichtigt, dass ein Download aus dem Internet direkt auf den MP3-Player erfolgen kann und somit der Bestand einer privaten Kopie überhaupt nicht gegeben wäre. Die Verwertungsgesellschaften vertraten die Auffassung, dass der Anteil bezahlter Downloads aus dem Internet ausser Acht zu lassen sei. Die Schiedskommission setzte jedoch durch, dass aufgrund der Ergebnisse einer GfS-Studie Abzüge an den vorgeschlagenen Gebühren vorgenommen werden mussten. Diese Abzüge berücksichtigen aber nur den Anteil bezahlter Musik-Downloads zum Zeitpunkt der Studie (2005) und nicht die anzunehmende schnelle Entwicklung.
In den Gebühren wird zudem nicht berücksichtigt, dass sich in den vergangenen Jahren eine beachtliche Szene an unabhängigen Internet-Labels entwickelt hat, die ihre Veröffentlichungen im Rahmen der Creative Common License anbieten und somit beliebig oft kopiert werden dürfen.
Viele Konsumenten sehen in der Gebühr eine Umwälzung angeblicher Verluste durch in der Schweiz nichtillegale Downloads auf alle MP3-Nutzer, und daher fühlen sich viele ehrliche Käufer vor den Kopf gestossen, da sie sich nun als Teil einer kollektiven Bestrafung sehen.

## SUISA Songwriting Camp
In einem SUISA Songwriting Camp entstand das Lied Sister, das den deutschen Vorentscheid für den Eurovision Song Contest 2019 gewann.
Das Siegerlied des Eurovision Song Contest 2024, The Code, entstand ebenfalls im Camp. Mit dem Lied Voyage (Zoë-Më-Lied) wurde der Schweizer Beitrag für den ESC 2025 ebenfalls im Camp produziert.
Jährlich können sich SUISA Mitglieder und Auftraggeber bewerben.